# 夏家桥站
夏家桥站是萧甬铁路上的一座车站，位于中国浙江省杭州市萧山区新塘街道，距杭州站32公里，目前为四等站。车站启用于1980年1月:322，车站原先曾办理客运业务，目前仅作为会让站。1991年12月应新萧山站（现杭州南站）建成启用，铁路部门修建连接夏家桥和新萧山的萧夏联络线，原萧甬老线废除。1999年6月4日车站至上行萧山站（现杭州南站）复线新塘特大桥建成通车。2000年建成萧浙联络线:290。
车站原由萧山车务段管辖，1999年9月划入萧甬铁路公司（宁波车务段）。